# Special Olympics Ukraine
Special Olympics Ukraine (englisch: Special Olympics Ukraine) ist der ukrainische Verband von Special Olympics International. Sein Ziel ist die Förderung von Sport für Menschen mit geistiger Beeinträchtigung und die Sensibilisierung der Gesellschaft für diese Mitmenschen. Außerdem betreut er die ukrainischen Athletinnen und Athleten bei den Special Olympics Wettkämpfen.

## Geschichte
Der Verband Special Olympics Ukraine wurde 1994 mit Sitz in Kiew gegründet.

## Aktivitäten
Im Jahr 2019 waren 13.885 Athletinnen, Athleten und Unified Partner sowie 747 Trainer bei Special Olympics Ukraine registriert.
Der Verband nahm 2022 an den Programmen Athlete Leadership, Young Athletes, Motor Activities Training Program (MATP), Healthy Communities, Active Start,  Unified Schools, Unified Champion Schools und Unified Sports teil, die von Special Olympics International ins Leben gerufen worden waren.

### Sportarten
Folgende Sportarten wurden 2022 vom Verband angeboten:
- Badminton (Special Olympics)
- Basketball (Special Olympics)
- Boccia (Special Olympics)
- Bowling (Special Olympics)
- Floor Hockey
- Floorball
- Fußball (Special Olympics)
- Golf (Special Olympics)
- Judo
- Kanusport (Special Olympics)
- Kraftdreikampf (Special Olympics)
- Leichtathletik (Special Olympics)
- Rhythmische Sportgymnastik (Special Olympics)
- Ski Alpin (Special Olympics)
- Skilanglauf (Special Olympics)
- Schwimmen (Special Olympics) und Freiwasserschwimmen
- Tennis (Special Olympics)
- Tischtennis (Special Olympics)
- Volleyball (Special Olympics)

### Teilnahme an Weltspielen vor 2020
Der Verband nahm an folgenden Weltspielen teil:
- 2007: Special Olympics World Summer Games, Shanghai, China (36 Athletinnen und Athleten)
- 2009: Special Olympics World Winter Games, Boise, USA (17 Athletinnen und Athleten)
- 2011: Special Olympics World Summer Games, Athen (27 Athletinnen und Athleten)
- 2013: Special Olympics World Winter Games, Pyeongchang, Südkorea (6 Athletinnen und Athleten)
- 2015: Special Olympics World Summer Games, Los Angeles, USA (8 Athletinnen und Athleten)
- 2017: Special Olympics World Winter Games, Graz-Schladming-Ramsau, Österreich (17 Athletinnen und Athleten)
- 2019: Special Olympics, World Summer Games, Abu Dhabi (21 Athletinnen und Athleten)

### Teilnahme an den Special Olympics World Summer Games 2023 in Berlin
Special Olympics Ukraine nahm an den Special Olympics World Summer Games 2023 teil. Die Delegation wurde vor den Spielen im Rahmen des Host Town Programs vom Berliner Bezirk Treptow-Köpenick betreut und bestand aus 40 Personen. Das Team gewann bei diesen Weltspielen sechs Gold-, acht Silber- und sieben Bronzemedaillen.

### Teilnahme an Weltspielen nach 2023
- 2025 Special Olympics World Winter Games, Turin, Italien (13 Athletinnen und Athleten)[5]